# Коррупционер (фильм)
«Коррупционер» (англ. The Corruptor) — американский боевик и триллер режиссёра Джеймса Фоули, повествующий о работе нью-йоркских полицейских в китайском квартале. Премьера состоялась 5 марта 1999 года.

## Сюжет
Ник Чэнь (Чоу Юньфат) — уважаемый лейтенант полиции и первый китайский иммигрант — коп, работающий в китайском квартале Нью-Йорка. Из-за разборок банд в отдел Чэня направляют нового сотрудника — Дэнни Уоллеса (Марк Уолберг). Реальная власть в квартале принадлежит Триадам — бандитским группировкам, которым способствует Ник Чэнь. Об этом Дэнни Уоллес и не догадывается, впрочем, он и сам ведёт двойную игру.

## В ролях
- Чоу Юньфат — лейтенант Ник Чэнь (Вэнь Фэн)
- Марк Уолберг — детектив Дэнни Уоллес

### Второстепенные
- Байрон Манн — Бобби Ву
- Ким Чэнь Цзиньсян — Бенни Вонг
- Рик Янг — Генри Ли
- Пол Бен-Виктор — Schabacker
- Джон Кит Ли — Джек
- Эндрю Пан — Уилли Унг
- Элизабет Линдси — Луиз Дэн
- Брайан Кокс — Шон Уоллес, отец Денни
- Билл Макдональд — Винс Киркпатрик
- Сьюзи Чинь — Эми Сань
- Хо Чоу — Блэк Айз
- Оливия Яп — Тай
- Линда Чиу — Ким

## Производство
Фильм снимался в Нью-Йорке (США) в 1999 году.
4 сентября 2001 года фильм вышел на DVD.

## Критика
Фильм получил средние отзывы и считается «гнилым» (набрал менее 60 %), согласно Rotten Tomatoes. Рецензия-опрос веб-сайта Rotten Tomatoes показала, что 42 % аудитории, оценив на 3 балла из 5, и 49 % показатель «Томатометра», с средним рейтингом 5.3 балла из 10, дали положительный отзыв о фильме.